# Ekstraklasa 2014-15
La temporada 2014-15 fue la 81a edición de la Ekstraklasa, la máxima división del fútbol profesional de Polonia. El campeonato comenzó el 18 de julio de 2014 y finalizó el 7 de junio de 2015. El campeón del presente torneo fue el Lech Poznań que obtuvo su séptimo título de liga.

## Sistema de competición
La temporada se disputa en dos fases. En la primera fase, la temporada regular, cada equipo debe jugar dos veces entre sí en partidos de ida y visitante para un subtotal de 30 partidos. En la segunda fase, las eliminatorias de los equipos se dividen en un grupo campeonato (los ocho primeros clasificados) y el grupo de descenso (ocho últimos clasificados). En esos dos torneos jugados en paralelo cada equipo jugará dos veces, una vez más en partidos de ida y vuelta sólo contra los siete equipos restantes de su grupo para un subtotal de 14 partidos.
Al final de la temporada, el campeón gana lugar para proclamarse campeón de liga —y, por tanto, clasificarse para la ronda de clasificación de la Liga de Campeones de la UEFA—, los equipos que acaben en segunda y tercera posición lograrán su clasificación para la Liga Europea de la UEFA. 
Los últimos dos equipos del grupo de descenso serán relegados directamente a la I Liga.

## Ascensos y descensos
El ascenso y descenso, como de costumbre, fue determinado por la posición en la tabla de la temporada anterior. Los últimos dos equipos descienden directamente a la I Liga, mientras que los dos mejores equipos ascienden a la Ekstraklasa.
El Widzew Lodz y el Zaglebie Lubin perdieron la categoría la temporada anterior al quedar en 15° y 16° lugar en la tabla respectivamente. Son reemplazados para este torneo por el campeón y subcampeón de la I Liga polaca, el GKS Bełchatów que vuelve a la máxima categoría tras una temporada, y por el Górnik Łęczna cuya última participación en la división más alta fue en la temporada 2006-07.
| Pos. | Descendidos de la Ekstraklasa 2013/14 |
| ---- | ------------------------------------- |
| 15º  | Widzew Lodz                           |
| 16º  | Zaglebie Lubin                        |

| Pos. | Ascendido de la I Liga 2013/14 |
| ---- | ------------------------------ |
| 1º   | GKS Bełchatów                  |
| 2º   | Górnik Łęczna                  |

## Equipos
| Equipo                     | Ciudad        | Estadio                            | Capacidad |
| -------------------------- | ------------- | ---------------------------------- | --------- |
| GKS Bełchatów              | Bełchatów     | GIEKSA Arena                       | 5,238     |
| Górnik Łęczna              | Łęczna        | Estadio Górnik Łęczna              | 7.226     |
| Górnik Zabrze              | Zabrze        | Estadio Ernest Pohl                | 3.500     |
| Jagiellonia Białystok      | Białystok     | Estadio Municipal de Bialystok     | 22.386    |
| Korona Kielce              | Kielce        | Estadio Kielce City                | 15.550    |
| KS Cracovia                | Cracovia      | Estadio Mariscal Józef Piłsudski   | 15.114    |
| Lech Poznań                | Poznań        | Stadion Miejski (Poznań)           | 43.269    |
| Lechia Gdańsk              | Gdańsk        | PGE Arena                          | 43.615    |
| Legia de Varsovia          | Varsovia      | Pepsi Arena                        | 31.103    |
| Piast Gliwice              | Gliwice       | Estadio Municipal de Gliwice       | 10.037    |
| Podbeskidzie Bielsko-Biała | Bielsko-Biała | Estadio Municipal de Bielsko-Biała | 4,279     |
| Pogoń Szczecin             | Szczecin      | Estadio Municipal Florian Krygier  | 17.783    |
| Ruch Chorzów               | Chorzów       | Estadio Ruch Chorzów               | 9.300     |
| Śląsk Wrocław              | Breslavia     | Stadion Miejski (Wrocław)          | 43.308    |
| Wisła Cracovia             | Cracovia      | Estadio Henryk Reyman              | 33.326    |
| Zawisza Bydgoszcz          | Bydgoszcz     | Estadio Zdzisław Krzyszkowiak      | 20.500    |

## Tabla de posiciones

### Primera Fase
- Actualizado a la finalización de la primera fase el 29 de abril de 2015

| --- | Pos. | Equipos                    | PJ | PG | PE | PP | GF | GC | DIF | PTS |
| --- | ---- | -------------------------- | -- | -- | -- | -- | -- | -- | --- | --- |
|     | 1.   | Legia Varsovia             | 30 | 17 | 5  | 8  | 57 | 30 | +27 | 56  |
|     | 2.   | Lech Poznań                | 30 | 14 | 12 | 4  | 52 | 27 | +25 | 54  |
|     | 3.   | Jagiellonia Białystok      | 30 | 14 | 7  | 9  | 43 | 35 | +8  | 49  |
|     | 4.   | Śląsk Wrocław              | 30 | 12 | 10 | 8  | 43 | 36 | +7  | 46  |
|     | 5.   | Wisła Cracovia             | 30 | 11 | 10 | 9  | 47 | 39 | +8  | 43  |
|     | 6.   | Górnik Zabrze              | 30 | 11 | 10 | 9  | 43 | 43 | 0   | 43  |
|     | 7.   | Pogoń Szczecin             | 30 | 11 | 8  | 11 | 40 | 38 | +2  | 41  |
|     | 8.   | Lechia Gdańsk              | 30 | 11 | 8  | 11 | 36 | 37 | -1  | 41  |
|     | 9.   | Korona Kielce              | 30 | 10 | 9  | 11 | 34 | 42 | -8  | 39  |
|     | 10.  | Piast Gliwice              | 30 | 11 | 6  | 13 | 38 | 43 | -5  | 39  |
|     | 11.  | Podbeskidzie Bielsko-Biała | 30 | 10 | 9  | 11 | 40 | 48 | -8  | 39  |
|     | 12.  | KS Cracovia                | 30 | 10 | 7  | 13 | 35 | 41 | -6  | 37  |
|     | 13.  | Górnik Łęczna              | 30 | 8  | 10 | 12 | 31 | 37 | -6  | 34  |
|     | 14.  | Ruch Chorzów (A)           | 30 | 8  | 9  | 13 | 33 | 38 | -5  | 33  |
|     | 15.  | GKS Bełchatów (A)          | 30 | 8  | 7  | 15 | 24 | 42 | -18 | 31  |
|     | 16.  | Zawisza Bydgoszcz          | 30 | 8  | 5  | 17 | 32 | 52 | -20 | 29  |

- (A) : Ascendido la temporada anterior.

| -- | Clasificado a Grupo Campeonato. |
| -- | Clasificado a Grupo Descenso.   |

### Grupo Campeonato
- Actualizado al final del torneo el 7 de junio de 2015.[2]

Puntaje de inicio: Legia Varsovia: 28 puntos, Lech Poznań: 27, Jagiellonia Białystok: 25, Śląsk Wrocław: 23, Górnik Zabrze: 22, Wisla Cracovia: 22, Lechia Gdańsk: 21, Pogoń Szczecin: 21.
| ---             | Pos. | Equipos               | PJ | PG | PE | PP | GF | GC | DIF | PTS |
| --------------- | ---- | --------------------- | -- | -- | -- | -- | -- | -- | --- | --- |
| Clasifica a UCL | 1.   | Lech Poznań           | 37 | 19 | 13 | 5  | 67 | 33 | +34 | 43  |
| Clasifica a UEL | 2.   | Legia Varsovia        | 37 | 21 | 7  | 9  | 64 | 33 | +31 | 42  |
| Clasifica a UEL | 3.   | Jagiellonia Białystok | 37 | 19 | 8  | 10 | 59 | 44 | +15 | 41  |
| Clasifica a UEL | 4.   | Śląsk Wrocław         | 37 | 15 | 13 | 9  | 50 | 43 | +7  | 35  |
|                 | 5.   | Lechia Gdańsk         | 37 | 13 | 10 | 14 | 45 | 47 | -2  | 29  |
|                 | 6.   | Wisła Cracovia        | 37 | 12 | 13 | 12 | 56 | 48 | +8  | 28  |
|                 | 7.   | Górnik Zabrze         | 37 | 12 | 11 | 14 | 50 | 60 | −10 | 26  |
|                 | 8.   | Pogoń Szczecin        | 37 | 11 | 9  | 17 | 45 | 52 | −7  | 22  |

### Grupo Descenso
Puntaje de inicio: Podbeskidzie Bielsko-Biała: 20 puntos, Piast Gliwice: 20, Korona Kielce: 20, KS Cracovia: 19, Gornik Leczna: 17, Ruch Chorzow: 17, GKS Belchatow: 16, Zawisza Bydgoszcz: 15.
| ---       | Pos. | Equipos                    | PJ | PG | PE | PP | GF | GC | DIF | PTS |
| --------- | ---- | -------------------------- | -- | -- | -- | -- | -- | -- | --- | --- |
|           | 9.   | KS Cracovia                | 37 | 15 | 9  | 13 | 50 | 44 | +6  | 36  |
|           | 12.  | Ruch Chorzów               | 37 | 12 | 10 | 15 | 44 | 46 | −2  | 30  |
|           | 10.  | Piast Gliwice              | 37 | 13 | 8  | 16 | 50 | 56 | −6  | 28  |
|           | 13.  | Korona Kielce              | 37 | 12 | 11 | 14 | 44 | 55 | −11 | 28  |
|           | 11.  | Podbeskidzie Bielsko-Biała | 37 | 12 | 10 | 15 | 47 | 60 | −13 | 27  |
|           | 14.  | Górnik Łęczna              | 37 | 11 | 11 | 15 | 39 | 46 | −7  | 27  |
| Descendió | 15.  | Zawisza Bydgoszcz          | 37 | 10 | 8  | 19 | 45 | 63 | −18 | 24  |
| Descendió | 16.  | GKS Bełchatów              | 37 | 9  | 9  | 19 | 35 | 60 | −25 | 21  |

|  | Campeón y clasificado a la Liga de Campeones de la UEFA 2015-16. |
|  | Clasificado a la Liga Europea de la UEFA 2015-16.                |
|  | Desciende a I Liga 2015-16.                                      |

## Máximos Goleadores

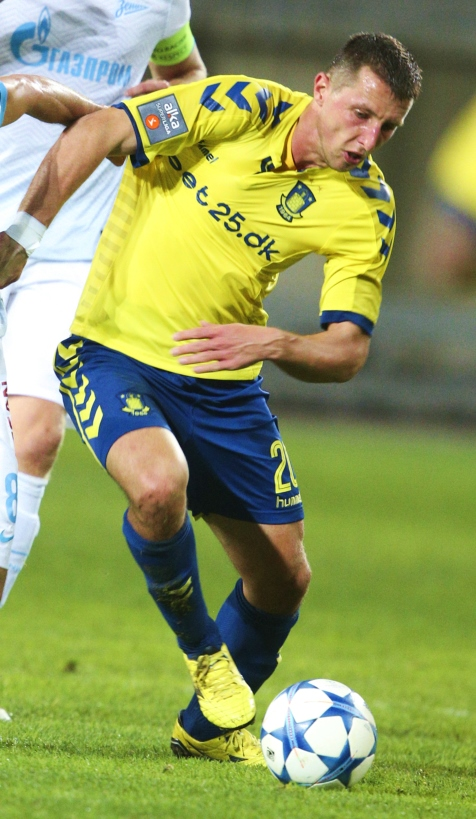
Kamil Wilczek

| Posic. | Jugador            | Club                  | Goles |
| ------ | ------------------ | --------------------- | ----- |
| 1      | Kamil Wilczek      | Piast Gliwice         | 20    |
| 2      | Flávio Paixão      | Śląsk Wrocław         | 18    |
| 3      | Paweł Brożek       | Wisła Kraków          | 15    |
| 3      | Patryk Tuszyński   | Jagiellonia Białystok | 15    |
| 4      | Grzegorz Kuświk    | Ruch Chorzów          | 14    |
| 4      | Mateusz Piątkowski | Jagiellonia Białystok | 14    |
| 5      | Kasper Hämäläinen  | Lech Poznań           | 13    |
| 5      | Orlando Sá         | Legia Varsovia        | 13    |
| 6      | Łukasz Zwoliński   | Pogoń Szczecin        | 12    |
| 7      | Fiodor Černych     | Górnik Łęczna         | 11    |
| 7      | Arkadiusz Piech    | GKS Bełchatów         | 11    |
| 7      | Deniss Rakels      | KS Cracovia           | 11    |
| 7      | Marcin Robak       | Pogoń Szczecin        | 11    |
| 8      | Antonio Čolak      | Lechia Gdańsk         | 10    |
| 8      | Róbert Pich        | Śląsk Wrocław         | 10    |

- Máximos Goleadores 2014/2015 en 90minut.pl (en polaco)